# Fiat Ducato
Fiat Ducato (укр. Фіат Дукато) — мікроавтобуси, які виготовляє італійська компанія Fiat з 1981 року. Цей мікроавтобус також випускався під марками Citroen (Citroen Jumper), Peugeot (Peugeot Boxer), Opel (Opel Movano C), Toyota (Toyota ProAce Max) і RAM (RAM ProMaster 2500/3500).
Існують такі покоління Fiat Ducato:
- Fiat Ducato 1 (1981-1994)
- Fiat Ducato 2 (1994-2006)
- Fiat Ducato 3 (2006-наш час)

## Перше покоління (1981-1993)

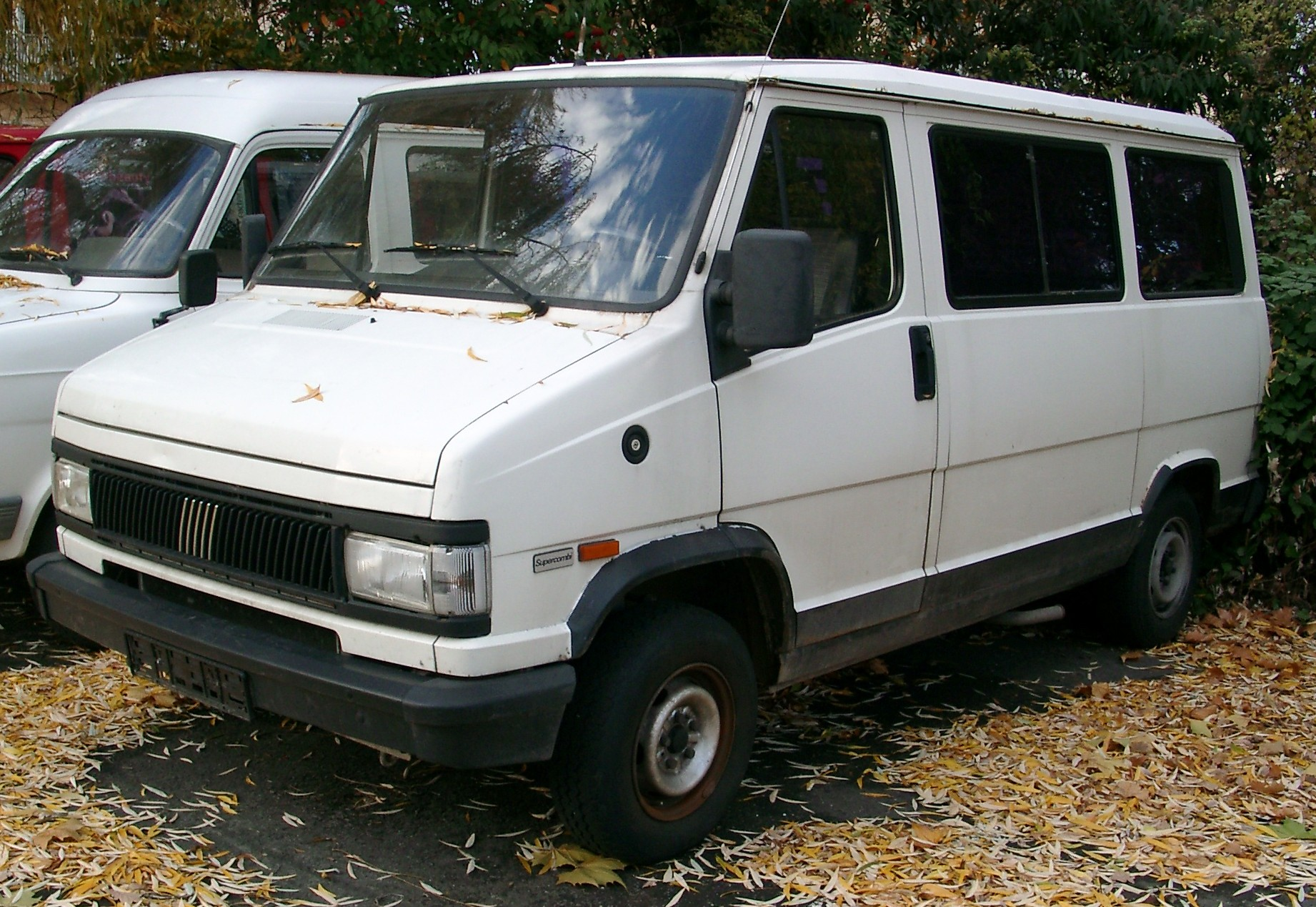
Fiat Ducato 1 Тип 290 (1990–1994)

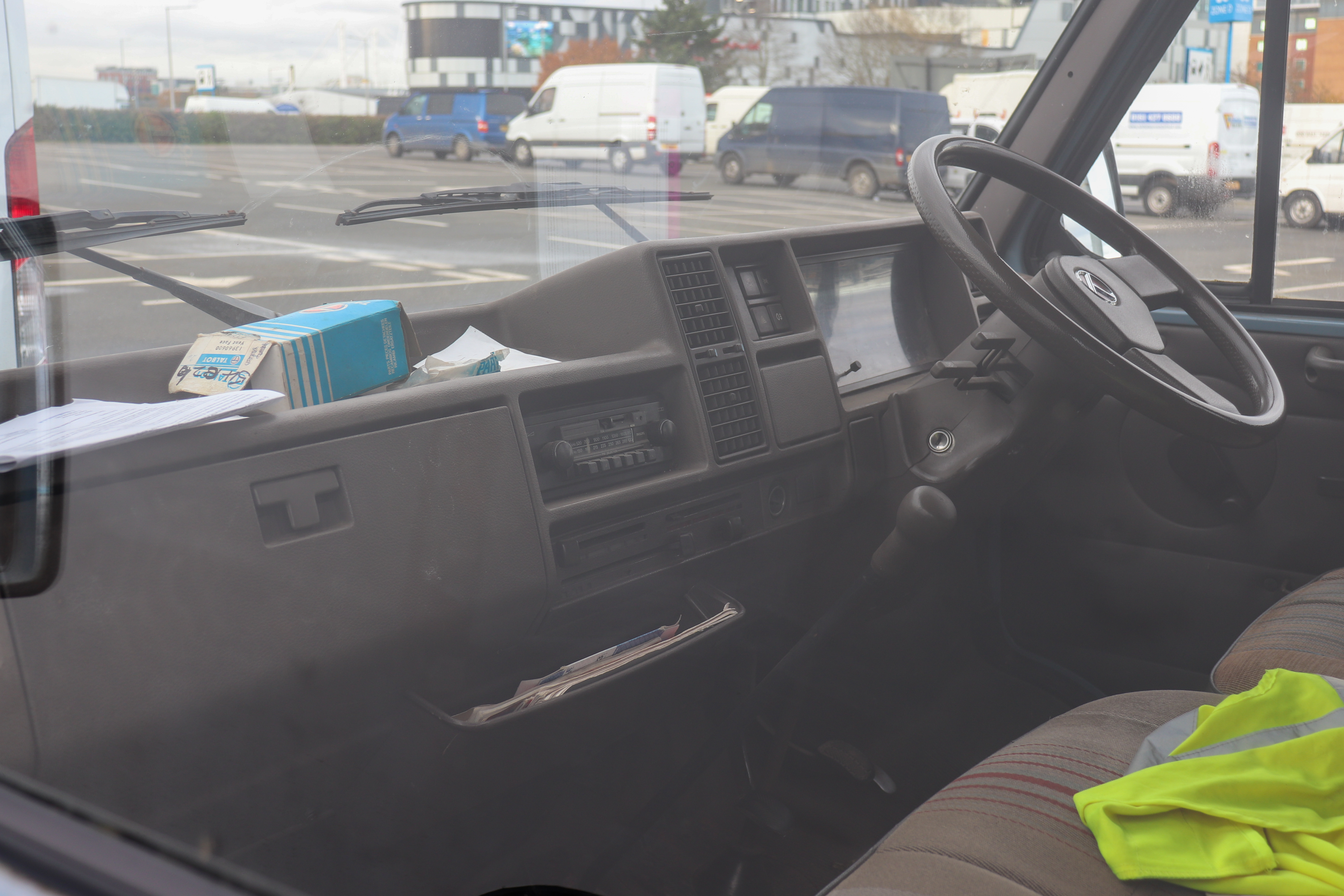

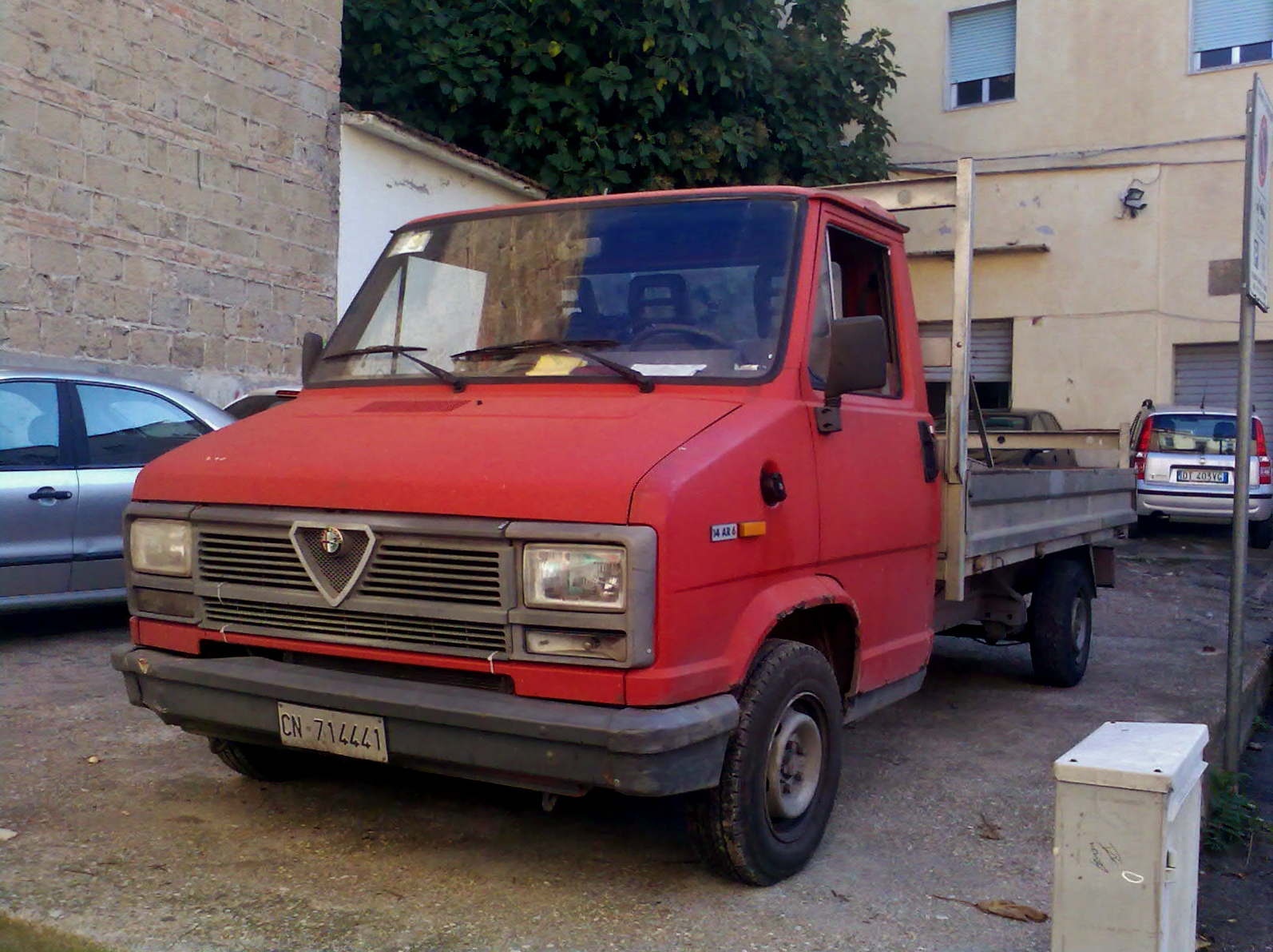
Alfa Romeo AR6

Перше покоління Fiat Ducato було представлено в 1981 році. Автомобіль зроблений на заводі «Sevel Sud» в Італії. Найбільш схожі автомобілі на той момент: Alfa Romeo AR6, Peugeot J5, Citroën C25 і Talbot Express. Модель Fiat Ducato існувала в кількох варіантах, названих відповідно до їх вантажопідйомних характеристик: Ducato 10 (1.0 т), Ducato 13 (1.3 т), Ducato 14 (1.4 т) і Ducato Maxi 18 (1.8 т). 
Для Fiat Ducato першого покоління було запропоновано шість варіантів двигунів: три бензинових і три дизельних. У список бензинових двигунів входили: 4-циліндрові мотори один з яких був об'ємом 1.8 літра, потужність якого становила 68 к.с. і два двигуни об'ємом 2 літри потужністю 74 к.с. і 83 к.с. А дизельні силові агрегати були такими: об'ємом 1.9 літра і потужністю 69 к.с.; об'ємом 2.5 літра потужністю 72 к.с.; турбодизель об'ємом 2.5 літра, потужність якого становила 94 к.с.
У 1990 році провели істотну модернізацію зовнішності всіх марок сімейства, що виразилося в зміні оформлення передньої частини кузова, новій панелі приладів та інших підрульових перемикачах і важелях. Виробництво моделей тривало по 1994 рік, коли їх змінило нове покоління. 

### Fiat Talento

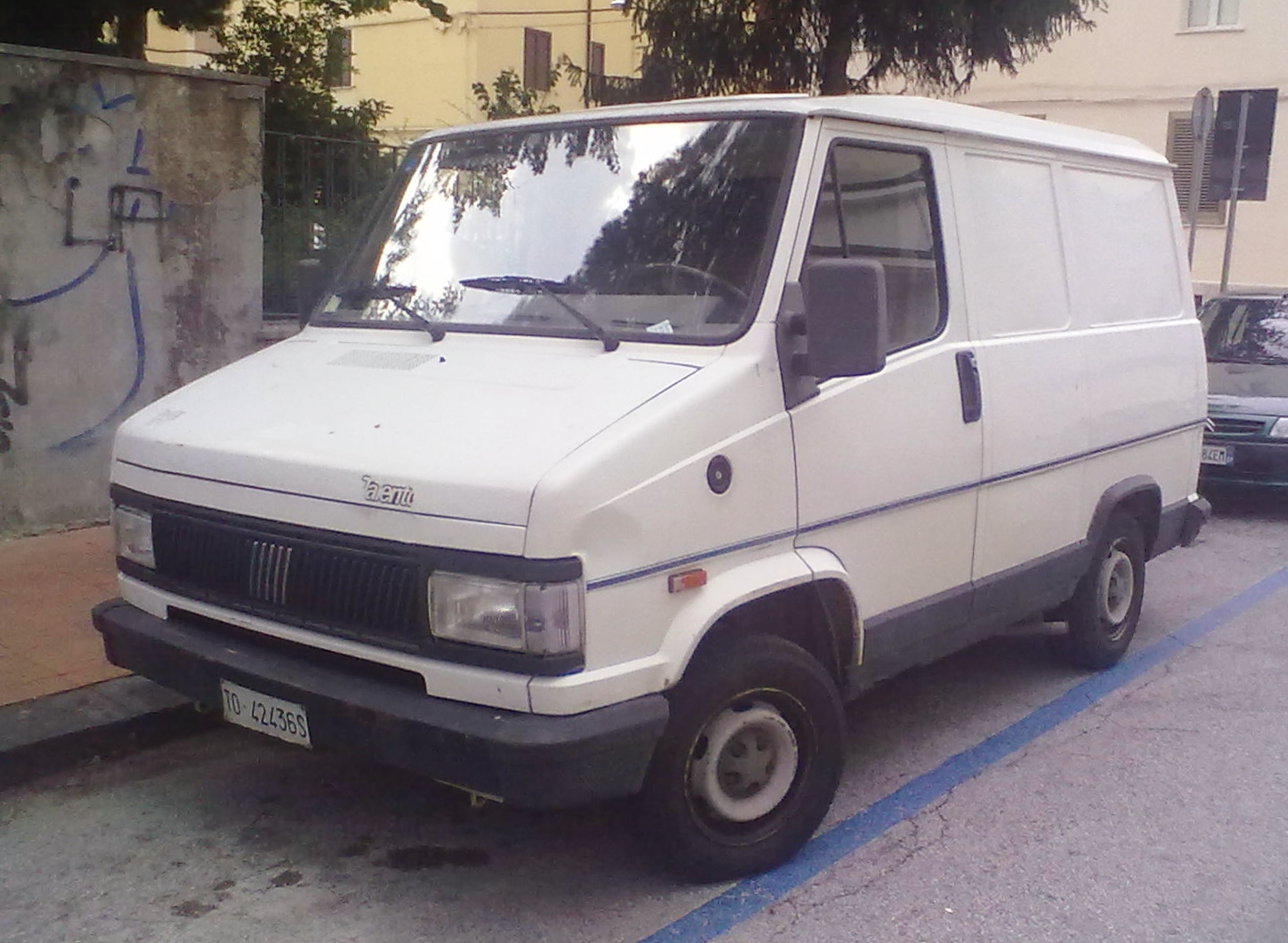
Fiat Talento

Fiat Talento — вкорочена версія Fiat Ducato I, яка виготовлялась в 1989–1994 роках в вигляді фургона з бічними дверима.

### Двигуни
- 1.8 L PSA 169B I4
- 2.0 L PSA 170B/C/D I4
- 1.9 L Fiat 149B1000 I4 diesel
- 1.9 L Fiat 280A1000 I4 turbodiesel
- 2.5 L Sofim 8144.61 I4 diesel
- 2.5 L Sofim 8144.07 I4 diesel
- 2.5 L Sofim 8144.67 I4 diesel
- 2.5 L Sofim 8144.21 I4 turbodiesel
- 2.5 L Sofim 8140.27 I4 turbodiesel
- 43 kW electric motor Leroy-Somer T29C LT250 (електромобіль Ducato Elettra)

## Друге покоління (1994-2006)

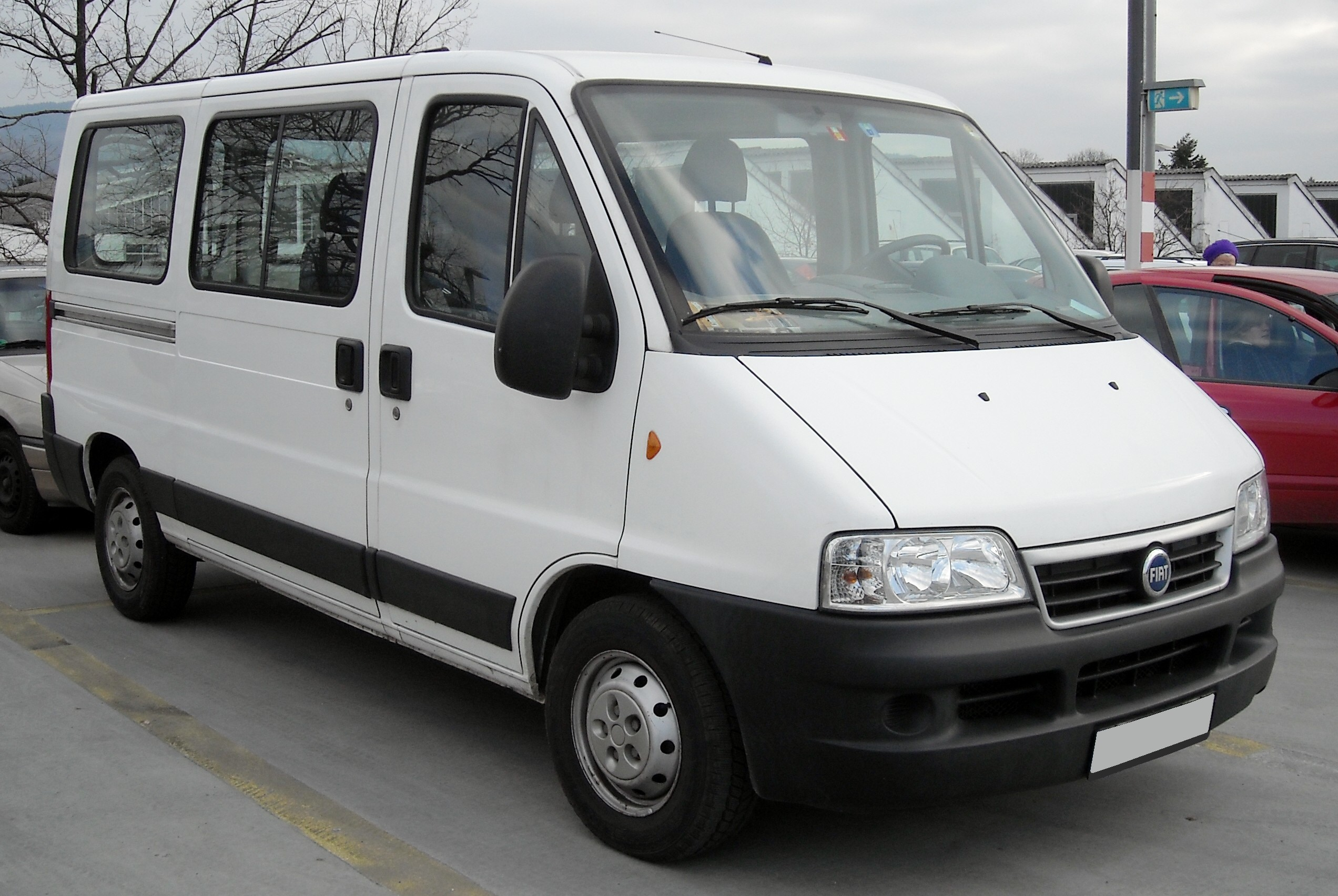
Fiat Ducato 2 Тип 244 (2002–2006)

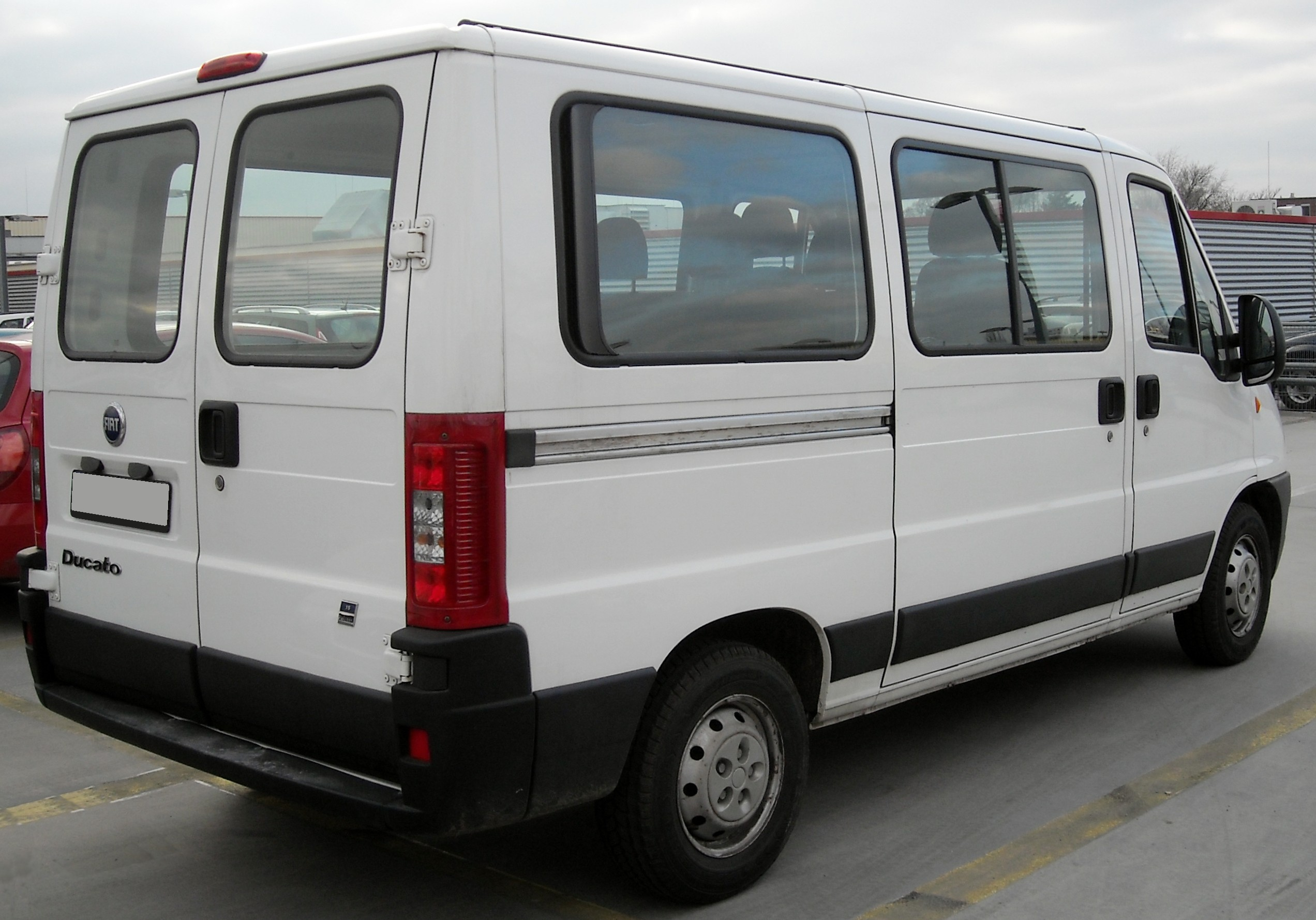
Fiat Ducato 2 Тип 244 (2002–2006)

У 1993 році розробляється нове покоління Fiat Ducato для 1994 модельного року. Автомобіль мав повністю перероблену зовнішність, яка втратила колишню незграбність кузова. У 1998 році в списку двигунів з'являється дизельний силовий агрегат від компанії Iveco об'ємом 2.8 літра, а також і його турбована версія. 
Також до 1999 року були розроблені різні спеціалізовані модифікації мікроавтобуса під назвами: Ducato Goods Transport (для перевезення товарів), Ducato Passenger Transport (пасажирський) і Ducato Combi (пасажирсько-вантажний варіант). 
Для Fiat Ducato Goods Transport пропонувалися наступні двигуни: 2.0-літровий бензиновий двигун (99 к.с.), 2.0-літровий турбодизель JTD потужністю 99 л.с. (Був запропонований у 1999 році), 16-клапанний турбодизель JTD об'ємом 2.3 літра (108 к.с.) і турбодизельний силовий агрегат JTD об'ємом 2.8 літра. Також було запропоновано два варіанти трансмісії: 5-ступінчаста механічна коробка передач і 4-ступінчастий «автомат». 
Що стосується пасажирської моделі - Fiat Ducato Passenger Transport, то вона вміщала в себе від шести до дев'яти пасажирів і пропонувалася з 16-клапанним турбованим дизельним силовим агрегатом JTD об'ємом 2.3 літра і потужністю 110 к.с.. 
Універсальна модель Ducato Combi могла успішно використовуватися, як для перевезення пасажирів (до дев'яти осіб) так і для транспортування вантажів. Автомобіль також мав версії з різною вантажопідйомністю, але вже всього три Ducato 10 (1т), Ducato 14 (1.4 т) і Ducato Maxi 18 (1.8 т). 
У 2003 році Fiat Ducato зазнає чергові зовнішні зміни. У цьому році зі списку двигунів вибуває дизельний силовий агрегат об'ємом 2.5 літра, а вантажопідйомність автомобіля значно збільшується. Тепер Fiat Ducato отримує такі версії: Ducato 29 (2.9 т), Ducato 30 (3.0 т), Ducato 33 (3.3 т) і Ducato Maxi 35 (3.5 т).

### Двигуни
Ducato II (1994–2002)
| Модель        | Виробник   | Код двигуна | Об'єм см³  | Потужність кВт (к.с.) при об/хв | Крутний момент Нм при об/хв |
| Бензиновий    | Бензиновий | Бензиновий  | Бензиновий | Бензиновий                      | Бензиновий                  |
| ------------- | ---------- | ----------- | ---------- | ------------------------------- | --------------------------- |
| 2.0 i.e. Kat. | PSA        | RFW         | 1998       | 80 (110) / 5500                 | 168 / 3400                  |
| Дизельні      |            |             |            |                                 |                             |
| 1.9 D         | PSA        | DJY         | 1905       | 50 (68) / 4600                  | 120 / 2000                  |
| 1.9 D         | Fiat       | 230A2000    | 1929       | 51 (70) / 4600                  | 120 / 2500                  |
| 1.9 TD        | Fiat       | 230A3000    | 1929       | 60 (82) / 4200                  | 180 / 2500                  |
| 1.9 TD        | PSA        | DHX         | 1905       | 66 (90) / 4000                  | 196 / 2250                  |
| 1.9 TD Kat.   | Fiat       | 230A4000    | 1929       | 59 (80) / 4200                  | 175 / 2500                  |
| 2.0 JTD       | fiat       | RHV         | 1997       | 62 (84) / 4000                  | 192 / 1900                  |
| 2.5 D         | SOFIM      | 8140.67     | 2500       | 62 (85) / 4200                  | 164 / 2400                  |
| 2.5 TDI       | SOFIM      | 8140.47     | 2500       | 85 (116) / 3800                 | 245 / 2000                  |
| 2.5 TD Kat.   | SOFIM      | 8140.47R    | 2500       | 80 (110) / 3800                 | 256 / 2000                  |
| 2.8 D         | SOFIM      | 8140.67     | 2800       | 64 (87) / 3800                  | 180 / 2000                  |
| 2.8 i.d. TD   | SOFIM      | 8140.43     | 2800       | 90 (122) / 3600                 | 285 / 1800                  |
| 2.8 JTD       | SOFIM      | 8140.43S    | 2800       | 94 (128) / 3600                 | 300 / 1800                  |

Ducato II (2002–2006)
| Модель        | Виробник   | Код двигуна | Об'єм см³  | Потужність кВт (к.с.) при об/хв | Крутний момент Нм при об/хв |
| Бензиновий    | Бензиновий | Бензиновий  | Бензиновий | Бензиновий                      | Бензиновий                  |
| ------------- | ---------- | ----------- | ---------- | ------------------------------- | --------------------------- |
| 2.0 i.e. Kat. | PSA        | RFL         | 1998       | 81 (110) / 5700                 | 168 / 3700                  |
| Дизельні      |            |             |            |                                 |                             |
| 2.0 JTD       | PSA        | RHV         | 1997       | 62 (84) / 4000                  | 192 / 1900                  |
| 2.3 JTD 16V   | SOFIM      | F1AE0481C   | 2286       | 81 (110) / 3600                 | 270 / 1800                  |
| 2.8 JTD       | SOFIM      | 8140.43S    | 2800       | 94 (128) / 3600                 | 300 / 1800                  |
| 2.8 JTD POWER | SOFIM      | 8140.43N    | 2800       | 107 (146) / 3600                | 310 / 1500                  |

### Розміри фургонів
| Модель | Колісна база [мм] | Зовнішня довжина [мм] | Довжина завантаження [мм] | Зовнішня висота [мм] | Висота вантажного відсіку [мм] | Зовнішня ширина [мм] | Ширина вантажного відсіку [мм]   | Ширина x Висота бічних дверей [мм] | Ширина x Висота задніх дверей [мм] |
| ------ | ----------------- | --------------------- | ------------------------- | -------------------- | ------------------------------ | -------------------- | -------------------------------- | ---------------------------------- | ---------------------------------- |
| L1H1   | 2850              | 4749                  | 2510                      | 2150                 | 1562                           | 2024                 | 1808 (1388 між колісними арками) | 1090 x 1449                        | 1562 x 1441                        |
| L1H2   | 2850              | 4749                  | 2510                      | 2470                 | 1881                           | 2024                 | 1808 (1388 між колісними арками) | 1090 x 1449                        | 1562 x 1760                        |
| L2H1   | 3200              | 5099                  | 2860                      | 2150                 | 1562                           | 2024                 | 1808 (1388 між колісними арками) | 1265 x 1449                        | 1562 x 1441                        |
| L2H2   | 3200              | 5099                  | 2860                      | 2470                 | 1881                           | 2024                 | 1808 (1388 між колісними арками) | 1265 x 1769                        | 1562 x 1760                        |
| L2H3   | 3200              | 5099                  | 2860                      | 2725                 | 2115                           | 2024                 | 1808 (1388 між колісними арками) | 1265 x 1769                        | 1562 x 2016                        |
| L3H2   | 3700              | 5599                  | 3360                      | 2470                 | 1881                           | 2024                 | 1808 (1388 між колісними арками) | 1265 x 1769                        | 1562 x 1760                        |
| L3H4   | 3700              | 5599                  | 3360                      | 2860                 | 2280                           | 2024                 | 1808 (1388 між колісними арками) | 1265 x 1769                        | 1562 x 1760                        |

## Третє покоління (2006-наш час)

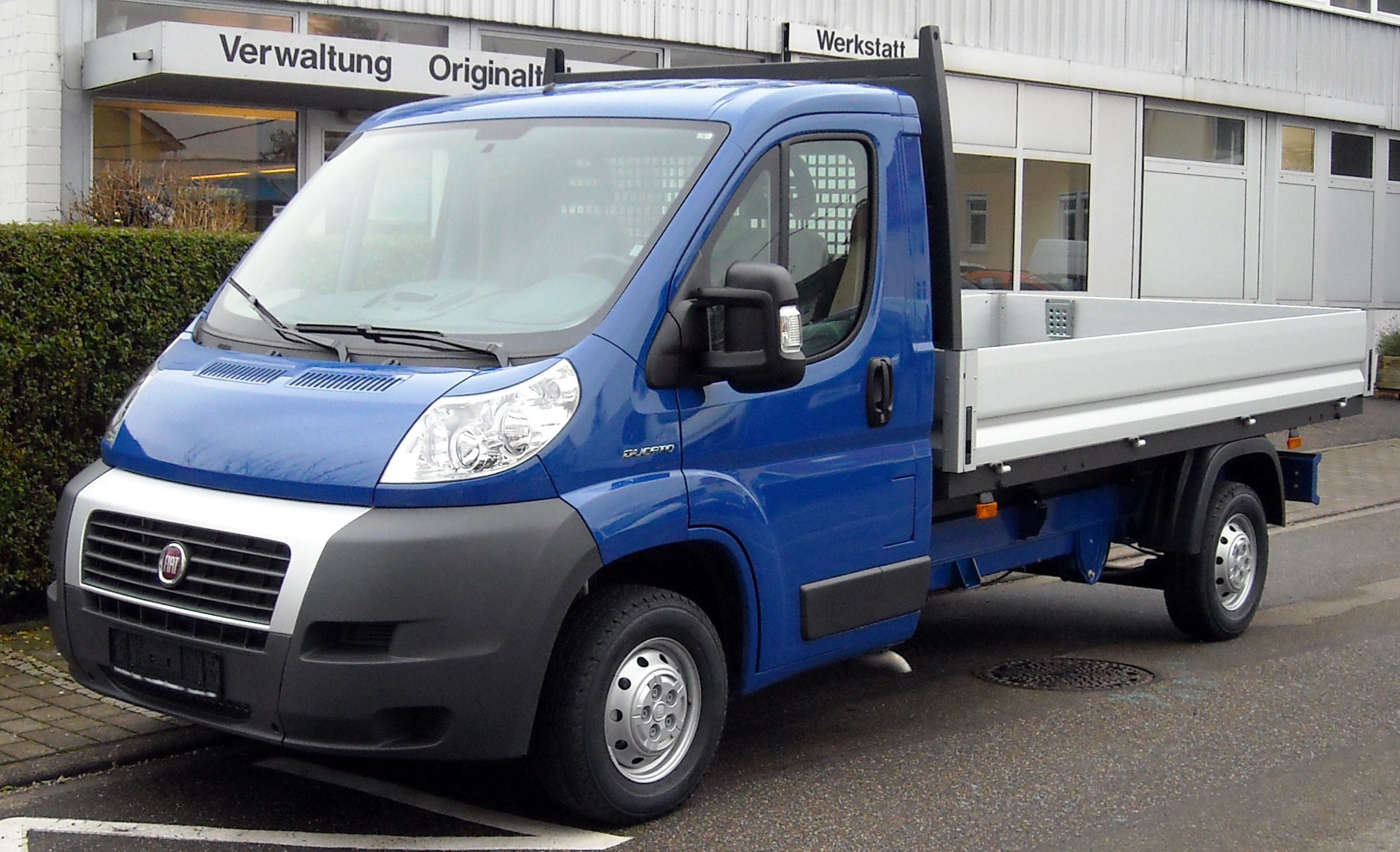
вантажівка Fiat Ducato 3 Тип 250 (2006–2014)

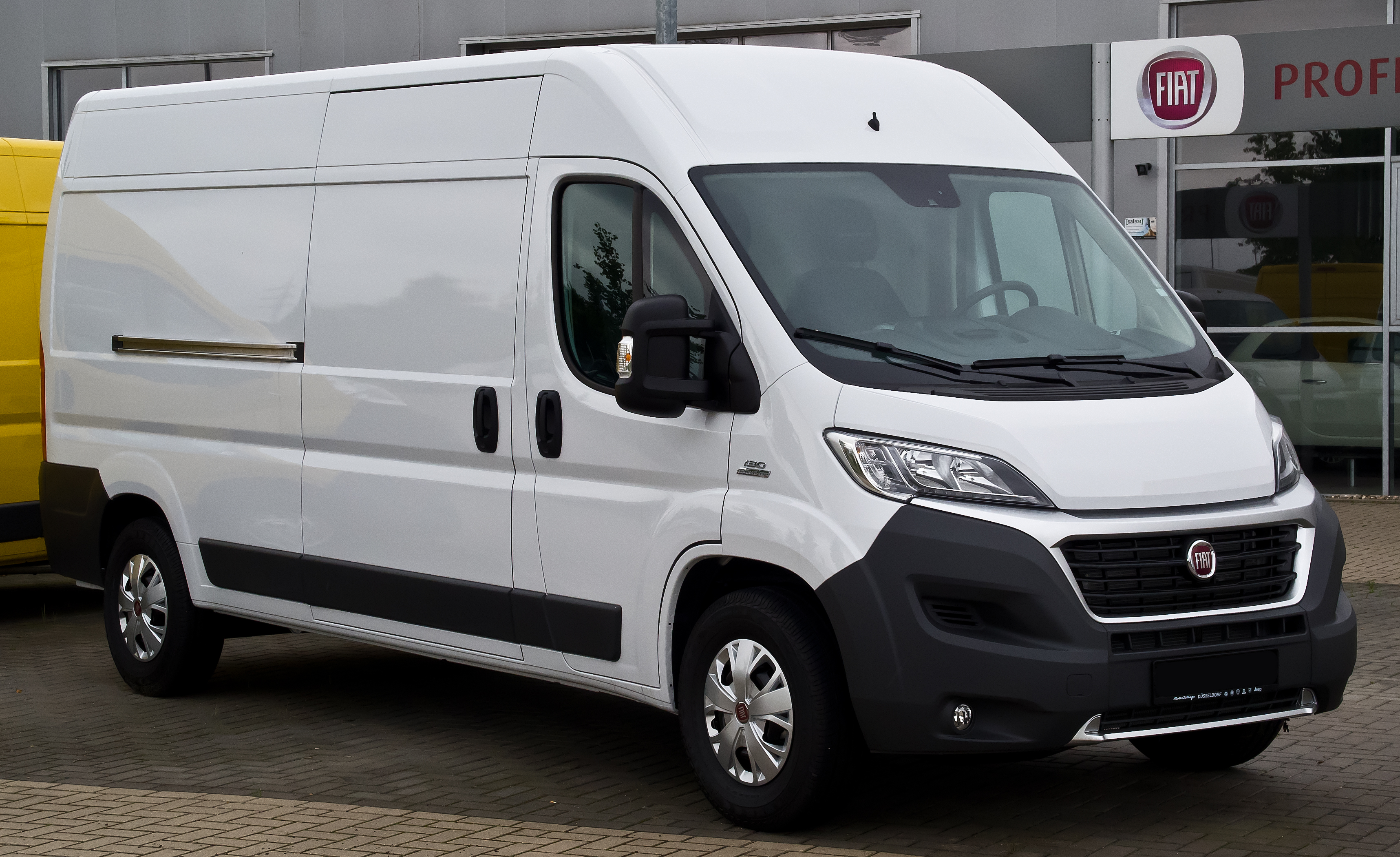
фургон Fiat Ducato 3 Тип 290 (2014-2022)

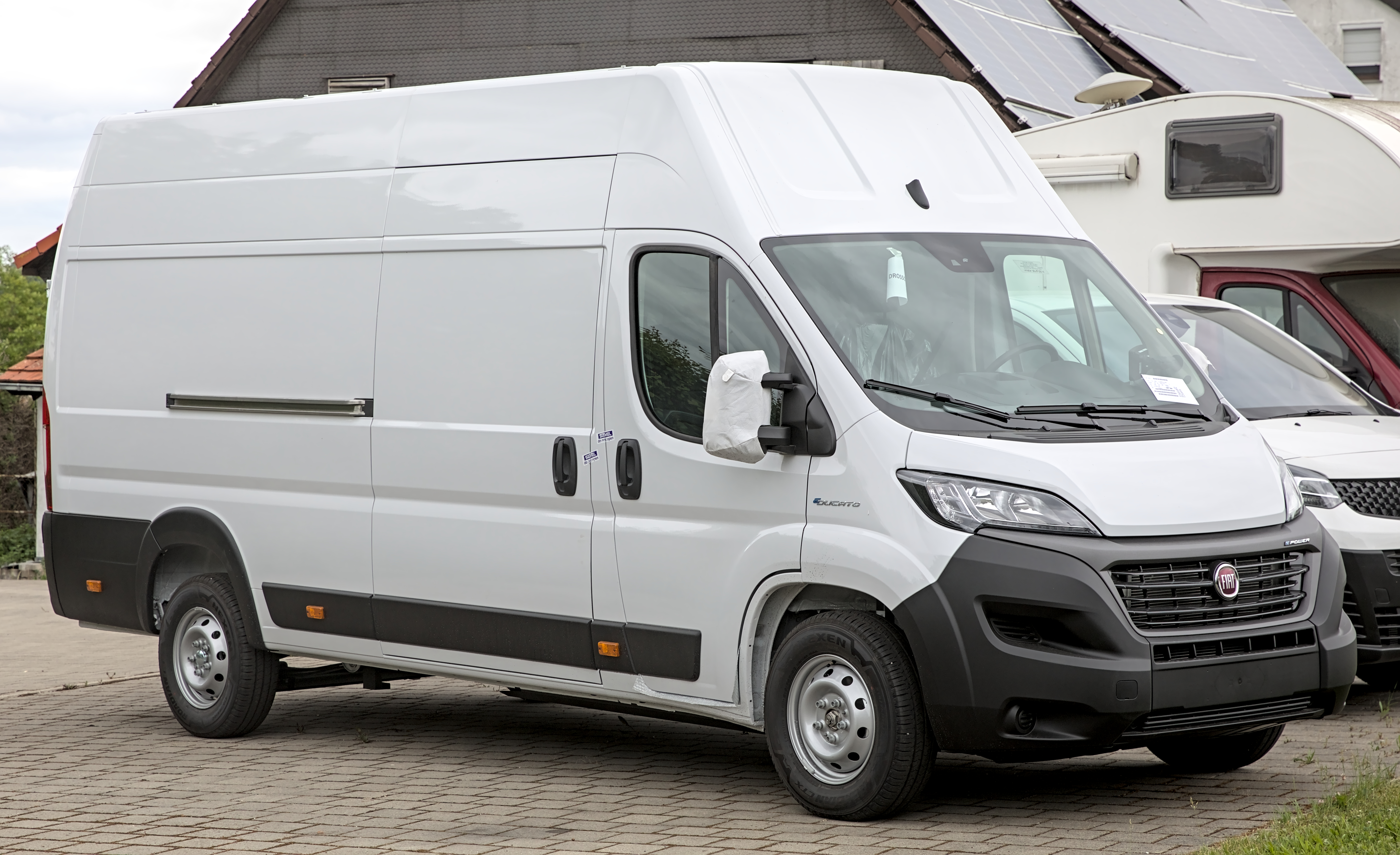
Fiat Ducato 3 Тип 290 (2022–2024)

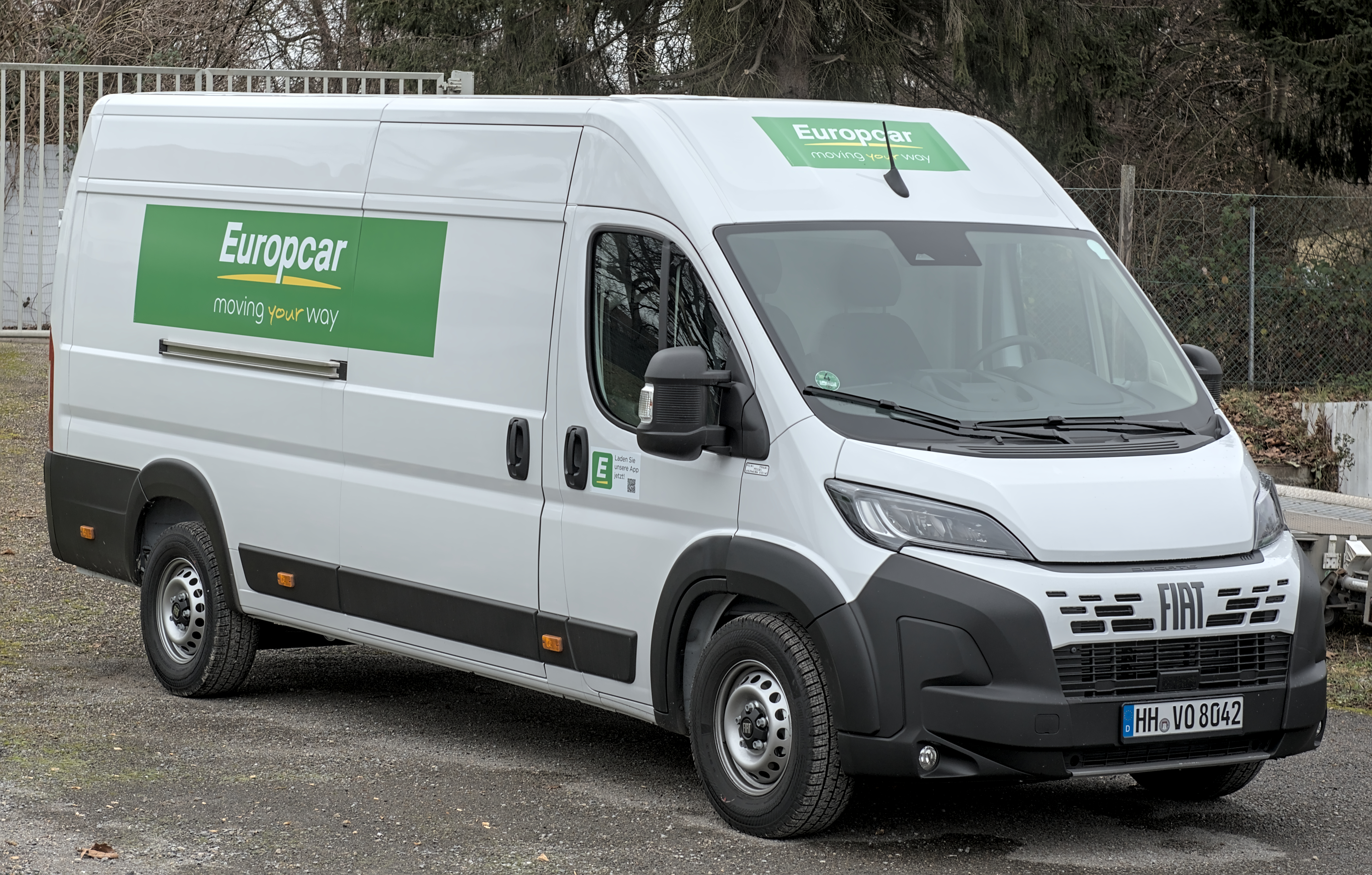
Fiat Ducato 3 (з 2024)

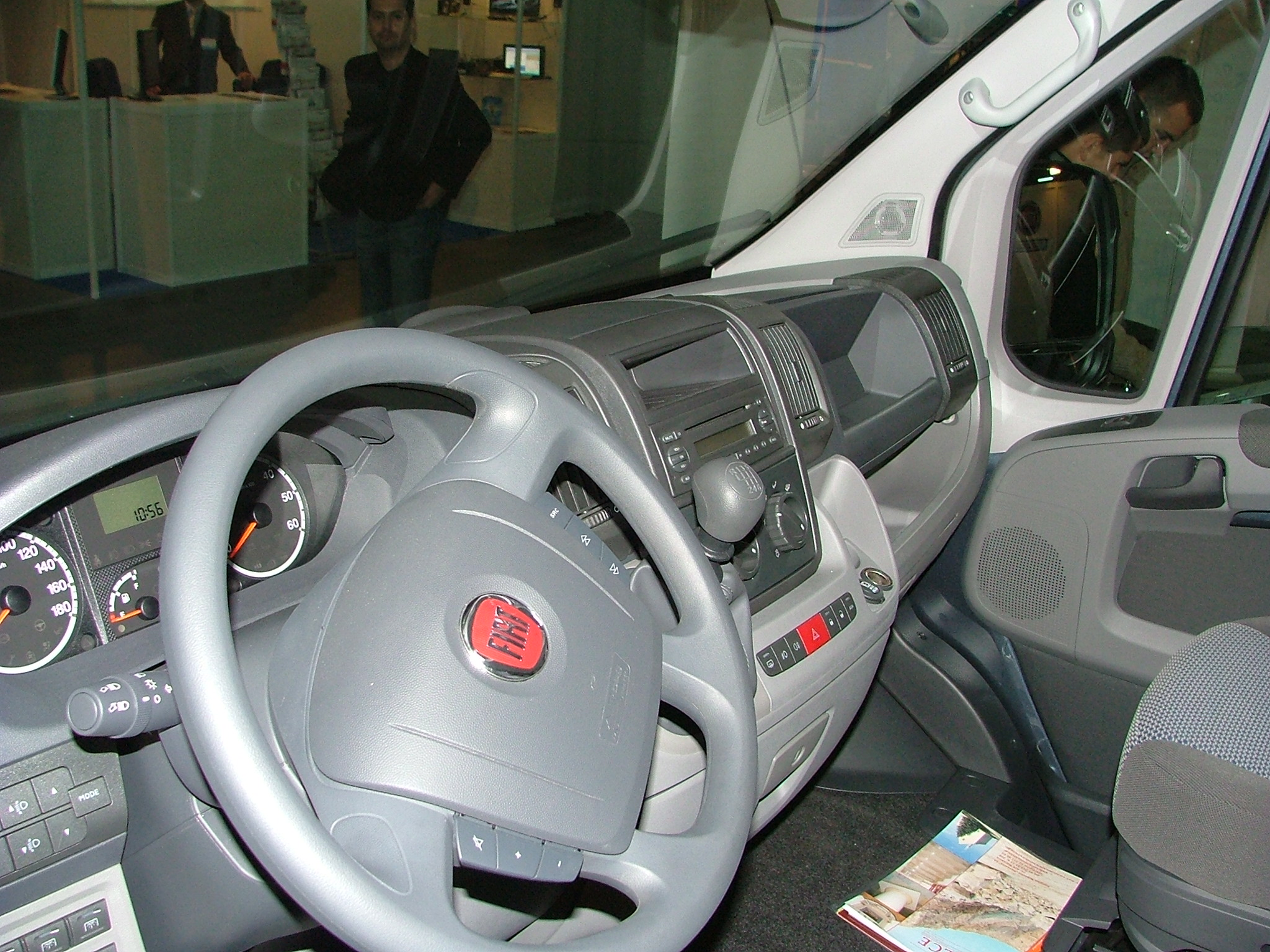

У 2006 році було представлено вже третє покоління Fiat Ducato, яке і виробляється в даний час. Автомобіль пропонується в різних комплектаціях, як пасажирських, так і у вантажних. Варіанти за вантажопідйомністю проводяться наступні: Ducato 30 (3 т), Ducato 33 (3.3 т), Ducato Maxi 35 (3.5 т) and Ducato Maxi 40 (4 т). У списку двигунів тепер пропонуються тільки дизельні силові агрегати, а саме: 2.2 Multijet потужністю 99 к.с.; 2.3 Multijet потужністю 118 к.с. і 128 к.с.; 3.0 Multijet Power потужністю 155 к.с.
В 2014 році Fiat Ducato ІІІ оновили, змінившизовнішній вигляд і оснащення.
Восени 2016 року автомобілі почали оснащуватись двигунами, що відповідають вимогам Євро-6.
Теперішнє  покоління Ducato є результатом спільної роботи PSA Peugeot Citroen, з використанням технологічних та інженерних досягнень Peugeot Boxer і Citroen Relay. Всі ці автомобілі побудовані на одній і тій же виробничій лінії заводу Italian SEVEL Sud, який вважається одним з найбільших європейських заводів, які виробляють фургони. Оснащений 2,3-літровим дизельним двигуном Multijet II, таким же, як в Citroen Relay і Peugeot Boxer, Ducato виділяється відмінними експлуатаційними характеристиками. Навіть при роботі на високих обертах, цей двигун не виробляє багато шуму.
Флагманський 3,0-літровий двигун, потужністю 178 кінських сил, найчастіше використовується для вантажних фургонів, які перевозять важкі предмети. Варто відзначити, що різниці в характеристиках 2,3-літрового і 3,0-літрового двигуна, практично не спостерігається.
Двигуни працюють в парі з 6-ступінчатою механічною коробкою передач, яка трохи нестабільна в роботі, але має прекрасне розташування.
Стандартна комплектація автомобіля включає в себе: регульовану рульову колонку, кермо з гідропідсилювачем, центральний замок з дистанційним управлінням, подушку безпеки водія, повнорозмірне запасне колесо і передні електричні склопідйомники. У пакет активної безпеки включені антиблокувальна система гальм і електронна система розподілу гальмівних зусиль. 

### Двигуни
- Дизельні

| Двигун             | Виробник        | Робочий об'єм см³ | Потужність к.с. (кВт) при об/хв | Крутний момент Нм при об/хв | Розміщення і кількість циліндрів | ГРМ/ кількість клапанів |
| ------------------ | --------------- | ----------------- | ------------------------------- | --------------------------- | -------------------------------- | ----------------------- |
| 100 Multijet       | PSA 4HV         | 2198              | 101 (74)/2900                   | 250/1500                    | Р4                               | DOHC/16                 |
| 120 Multijet       | Iveco F1AE0481D | 2286              | 120 (88)/3600                   | 320/2000                    | Р4                               | DOHC/16                 |
| 130 Multijet       | Iveco F1AE0481N | 2286              | 131 (96)/3600                   | 320/2000                    | Р4                               | DOHC/16                 |
| 160 Multijet Power | Iveco F1CE0481D | 2999              | 157 (115,5)/3500                | 400/1700                    | Р4                               | DOHC/16                 |

### Розміри фургонів
- 4 варіанти повної маси (3,0 т, 3,3 т, 3,5 т, 4,0 т) і вантажопідйомністю від 1090 кг до 1995 кг.
- 3 варіанти колісної бази (3000/3450/4035 мм) і довжиною 4-фургонів (4963/5413/5998/6363 мм)
- 6 варіанти внутрішнього об'єму (8/10/11,5/13/15/17 м³)
- 3 варіанти внутрішньої висоти (1662/1932/2172 мм).

| Модель | Колісна база [мм] | Зовнішня довжина [мм] | Довжина завантаження [мм] | Зовнішня висота [мм] | Висота вантажного відсіку [мм] | Зовнішня ширина [мм] | Ширина вантажного відсіку [мм]   | Ширина x Висота бічних дверей [мм] | Ширина x Висота задніх дверей [мм] |
| ------ | ----------------- | --------------------- | ------------------------- | -------------------- | ------------------------------ | -------------------- | -------------------------------- | ---------------------------------- | ---------------------------------- |
| L1H1   | 3000              | 4963                  | 2670                      | 2254                 | 1662                           | 2050                 | 1870 (1422 між колісними арками) | 1075 x 1485                        | 1562 x 1520                        |
| L2H1   | 3450              | 5413                  | 3120                      | 2254                 | 1662                           | 2050                 | 1870 (1422 між колісними арками) | 1250 x 1485                        | 1562 x 1520                        |
| L2H2   | 3450              | 5413                  | 3120                      | 2524                 | 1932                           | 2050                 | 1870 (1422 між колісними арками) | 1250 x 1755                        | 1562 x 1790                        |
| L3H2   | 4035              | 5998                  | 3705                      | 2524                 | 1932                           | 2050                 | 1870 (1422 між колісними арками) | 1250 x 1755                        | 1562 x 1790                        |
| L3H3   | 4035              | 5998                  | 3705                      | 2764                 | 2172                           | 2050                 | 1870 (1422 між колісними арками) | 1250 x 1755                        | 1562 x 2030                        |
| L4H2   | 4035              | 6363                  | 4070                      | 2524                 | 1932                           | 2050                 | 1870 (1422 між колісними арками) | 1250 x 1755                        | 1562 x 1790                        |
| L4H3   | 4035              | 6363                  | 4070                      | 2764                 | 2172                           | 2050                 | 1870 (1422 між колісними арками) | 1250 x 1755                        | 1562 x 2030                        |

## Продажі
| Рік  | Європа |
| ---- | ------ |
| 2010 | 65.150 |
| 2011 | 67.240 |
| 2012 | 60.096 |
| 2013 | 58.945 |
| 2014 | 71.336 |